# Vasile Baghiu
Vasile Baghiu (n. 5 decembrie 1965, în Borlești, Neamț) este un poet, prozator și eseist român, creatorul conceptului himerismului poetic care propune o direcție nouă în poezie și despărțirea de paradigma postmodernistă. 

## Date biografice
Vasile Baghiu și-a petrecut copilăria în satul natal Mastacăn din Comuna Borlești, Neamț, unde a absolvit și școala generală. 
Mama, Ecaterina (născută Drăgușanu, 1931-2018), a muncit în agricultura cooperatistă în perioada regimului comunist. Tatăl, Vasile Gh. Baghiu (1922-1974), a lucrat ca muncitor pe șantiere și în exploatări forestiere, după ce toată tinerețea a fost prizonier de război în Uniunea Sovietică, experiență pe care a descris-o (imediat după întoarcerea acasă și întemeierea familiei, în 1951) într-o carte de memorii care a apărut sub titlul Prizonier în U.R.S.S. (Editura Axa, 1998, prima ediție; Editura Fundația Academia Civică, 2012, ediția a doua). 
A debutat în presă cu poeme, în 1983, simultan în revista Ateneu și în revista Liceului Sanitar din Bacău. Aici i-a fost îndrumător profesorul și eseistul Ioan Neacșu, care l-a introdus în mediile literare ale orașului lui Bacovia și la cenaclul cu numele poetului simbolist, unde a cunoscut poeți precum Ovidiu Genaru sau Sergiu Adam.
Până în 1989 a publicat câteva poeme în revista Amfiteatru, susținut de poeta Constanța Buzea , în revista Familia, unde în 1988 a fost prezentat  de poeta Ana Blandiana (sub numele „Corespondent”, poetei fiindu-i interzisă semnătura în acea perioadă) , și a citit poezie la cenaclul Universitas condus de criticul Mircea Martin , precum și la întâlnirile literare organizate prin țară de criticul Laurențiu Ulici. Tot în această perioadă, în timp ce lucra ca asistent medical și trăia izolat la Sanatoriul de tuberculoză Bisericani din Munții Neamțului, după debutul în reviste, coboară din când în când la Piatra Neamț și îi cunoaște pe membrii așa-numitei Școli de poezie de la Neamț. 
După 1989 - imediat după căsătoria cu Iuliana, cu care va avea doi copii, Ioana și Ștefan - părăsește sanatoriul, se mută la Piatra-Neamț și începe să apară mai frecvent în presa literară. Publică poeme și articole și susține periodic rubrici de critică literară și eseu ("Plasa de fluturi", în Poesis, "Culisele poeziei", în Cronica și Mozaicul, "Sfârșit de mileniu" și "Irealitatea imediată", în Monitorul). 
Publică, de asemenea, manifestele himerismului, în România literară, Familia, Poesis și Vatra . 
Debutul editorial se întâmplă în 1994, cu volumul de poezie Gustul înstrăinării, la Editura Timpul din Iași, după câștigarea primei ediții a Concursului Aurel Dumitrașcu. A fost al doilea volum în ordinea scrierii, pentru că primul volum încă era amânat, dinainte de 1989, la editurile Cartea Românească și Eminescu. Au urmat, în deceniile următoare, mai multe titluri de poezie, proză scurtă și roman.
Este inclus în mai multe antologii, între care O panoramă critică a poeziei românești din secolul al XX-lea de Marin Mincu, oZone friendly. Iași. Reconfigurări literare de O. Nimigean, Deliruri și delire. O antologie a poeziei onirice românești de Ruxandra Cesereanu, Noua poezie nouă de Dumitru Chioaru, Alertă de grad zero în proza scurtă românească actuală de Igor Ursenco, Acum suntem noi anticii (antologia generației '90) de Răzvan Țupa și Adrian Ciubotaru, precum și în dicționarul Scriitori români din anii 80 – 90 de Ion Bogdan Lefter, Manualul vânătorului de poeți de Nicolae Coande,  Dicționarul general al literaturii române (ediția a doua, revizuită, adăugită și adusă la zi) și Istoria literaturii române contemporane - 1900-2020 de Mihai Iovănel. 
A obținut, prin concurs, mai multe burse literare "writers-in-residence" în Europa , iar textele sale au apărut în traduceri în reviste și antologii din diferite spații culturale, în italiană , maghiară , slovacă , cehă, armeană, rusă. Este inclus în antologiile germane Um etwas Zeit zu Retten (Berlin, 2003) și Abgenutzter Engel - Zehn rumänische Dichter (Dionysos Verlag, Kastellaun, 2003). Revista spaniolă Serta include într-unul din numerele anului 2000 unul din eseurile sale despre poezie . Anuarul pentru 2004 al orașului Düren (Germania) a publicat un eseu despre poezia sa (“Rumänische Impressionen. Vasile Baghiu und seine Gedichte aus Langenbroich”) semnat de Achim Jaeger, iar revista Dichtungsring îi publică, de asemenea, două poeme . Revista vieneză Buchkultur îi publică în 2006 un articol despre himerism , iar în 2010 antologia internațională Grenzverkehr II. Unterwegs, apărută sub auspiciile Kulturkontakt Austria, include o povestire a sa. Revista australiană Cordite Poetry Review îi publică patru poeme  însoțite de o prezentare a traducătoarei . Revista australiană The Aalitra Review include în paginile ei un amplu studiu despre himerismul poetic și poezia sa (ilustrat cu 12 poeme în versiune originală și în traducere).
A publicat poeme (self-translation) în revistele și antologiile americane The Blue House, Poetic Diversity, Subtle Tea, Chorus Of Voices (TJMF Publishing, 2004), L.A. Melange (Sybaritic Press, 2005), The Orange Room Review, Art With Words, Flutter Poetry Journal, în revistele britanice  Magma Poetry , Banipal (fragment din romanul Planuri de viață, traducere)  și Poetry Can, în revista neo-zeelandeză Southern Ocean Review și în revista canadiană Stellar Showcase Journal. Între 2005 și 2009 a fost redactor al website-ului american de poezie Poetry Circle. Este co-autor, împreună cu poeții americani D.M. Timney și Michael Cotner, al volumului de poezie Transatlantic Crossings. The Constant Language of Poetry (TJMF Publishing, USA, 2006)
A lucrat ca asistent medical în mai multe locuri de muncă, între care un sanatoriu de boli pulmonare, un laborator de toxicologie, un cabinet privat de cardiologie și un serviciu de promovarea sănătății, experiențe care i-au influențat scrisul. 
În 2008 obține licența în psihologie în cadrul Facultății de Sociologie-Psihologie a Universității „Spiru Haret” din București, iar în 2010 master-ul în consiliere psihologică în cadrul Facultății de Psihologie și Pedagogie a Universității „Spiru Haret” din Brașov. A urmat mai multe cursuri de formare și specializare în terapia narativă la Facultatea de Psihologie și Științe ale Educației a Universității "Al. I. Cuza" din Iași, este membru al Colegiului Psihologilor din România în specialitatea psihologie clinică și lucrează începând din 2008 în calitate de psiholog în același serviciu de promovarea sănătății al Direcției de Sănătate Publică Neamț în care fusese angajat până atunci, timp de mai mulți ani, ca asistent medical.  
Aici a fondat în 1997 prima revistă de educație pentru sănătate din România, Modus Vivendi (din care au apărut, până în 2002, optsprezece numere) și a inițiat proiectul de cultivare a lecturii în școală Sănătatea lecturii, în cadrul căruia a susținut, în școli din județul Neamț, numeroase workshop-uri și prelegeri despre beneficiile cititului cărților, precum și emisiuni TV la posturi locale pe această temă.  A funcționat ca profesor titular la Școala Postliceală Sanitară din Piatra-Neamț între anii 2014 - 2021, perioadă în care a publicat seria de ghiduri-manual de specialitate Teoria și practica nursing (șapte volume, Editura Cartea Medicală). 
Este membru al Uniunii Scriitorilor din România, începând din 1996. Este membru al PEN-Club din 1998. A fost vicepreședinte al Alianței Civice (2000), președinte al Filialei Neamț a Fundației Memoria (1994-2000), redactor-șef al revistei Antiteze (2010).

## Cărți publicate
- Gustul înstrăinării (poeme, Ed. Timpul, Iași, 1994; Premiul Aurel Dumitrașcu)
- Rătăcirile doamnei Bovary (poeme, Ed. Eminescu, București, 1996)
- Febra (poeme, Ed. Panteon, Piatra Neamț, 1996)
- Maniera (poeme, Ed. Pontica, București, 1998)
- Fantoma sanatoriului (antologie de poeme, Ed. Vinea, București, 2001)
- Himerus Alter în Rheinland (poeme, Ed. Vinea, București, 2003)
- Punctul de plecare (proză scurtă, șaisprezece transcrieri, Ed. Compania, București, 2004)
- Ospiciul (roman, Ed. Vinea, București, 2006; Premiul Uniunii Scriitorilor - filiala Iași, 2007)
- Cat de departe am mers (poeme, Ed. Limes, Cluj Napoca, 2008)
- Magia elementară (poeme alese, Ed. Dacia XXI, Cluj Napoca, 2011)
- Gustul înstrăinării (antologie de poeme, Ed. Tipo Moldova, Iași, 2011)
- Depresie (poeme, Ed. Limes, Cluj Napoca, 2012; Premiul Uniunii Scriitorilor - filiala Iași, 2013)
- Planuri de viață (roman, Ed. Polirom, Iași, 2012; Premiul Liviu Rebreanu, în cadrul „Colocviilor Liviu Rebreanu”, Bistrița, 2012; nominalizat la premiile Uniunii Scriitorilor - filiala Iași, 2013)
- Fericire sub limite (roman, Ed. Charmides, Bistrița, 2014)
- Metode simple de încetinire a timpului (poeme, Ed. Eikon, București, 2019)
- Visuri pe care mi le pot permite (poeme, Ed. Eikon, București, 2020)
- Respirație asistată (poeme, Ed. Eikon, București, 2021)
- Avantajul de a nu câștiga nimic (poeme, Ed. Eikon, București, 2022)
- Alergările unui scriitor (roman, Ed. Eikon, București, 2023)
- În 1998 publicã, la Editura Axa, volumul Prizonier în U.R.S.S., scris de tatãl sãu, Vasile Gh. Baghiu (1922-1974), în anii cincizeci, imediat dupã întoarcerea din prizonieratul sovietic. În 2012 apare a doua ediție a acestei cărți, la Editura Fundația Academia Civică.

## Premii
- Premiul pentru poezie “Aurel Dumitrașcu” (1994)
- Premii ale revistei Poesis: pentru poezie (1995) și pentru critică literară (1998)
- Premiul pentru proză (pentru romanul "Ospiciul") al Uniunii Scriitorilor, filiala Iași (2007)
- Premiul „Liviu Rebreanu” (pentru romanul "Planuri de viață"), în cadrul „Colocviilor Liviu Rebreanu”, Bistrița, 2012
- Premiul pentru poezie "Mihai Ursachi" (pentru volumul "Depresie") al Uniunii Scriitorilor, filiala Iași (2013)
- Premiul pentru poezie "Patrel Berceanu" (Craiova, 2022)

## Burse și participări în străinătate
- Heinrich-Böll-Haus Langenbroich (Germania, mai-august 2002)
- Künstlerdorf Schöppingen (Germania, mai-septembrie 2003)
- Denkmalschmiede Höfgen (Germania, septembrie 2005)
- KulturKontakt Austria (Austria, ianuarie-februarie 2006)
- Cove Park (Scoția, mai-iunie 2006)
- Künstlerwohnung Chretzeturm (Elveția, octombrie-decembrie 2006)
- Villa Sträuli (Elveția, iunie-decembrie 2011)
- Participă, ca poet invitat, la Festivalului Internațional de Poezie de la Bredevoort (Olanda, 2003), la Conferința Internațională a PEN-Club (Bled, Slovenia, 2007), la Turneul poeților români (Slovacia - 2007 și Cehia - 2008), la Conferința PEN România-Franța (Paris, 2011) și la Festivalul Internațional de Literatură „Ark” (Erevan, Armenia, 2012).

### În periodice
- Abăluță, Constantin: „Sanatoriul universal”, în „Ziarul de duminică”, iunie 2003; „Paradigma Baghiu”, în „Ziarul de duminică” (supliment al „Ziarului Financiar”), 30 martie 2001, p. 2; „Pentru a fi dispus la orice”, în „Ziarul de duminică”, iunie 2003; „Himerismul, un manifest incitant”, în „România literară”, nr 23-24/ 1998; „Dragă Vasile Baghiu”, scrisoare deschisă, în „Poesis”, nr. 122-123/ 2000, p. 14; „Fericirea confuză a celui care a ajuns departe”, în "Ziarul de duminică" (supliment al "Ziarului Financiar"), nr. 50 (432), 19 decembrie 2009
- Bălănescu, Flori: „Câștigătorii nu arată ca noi”, în Cultura, nr. 56, 2012, cronică la volumul de poezie Depresie (Ed. Limes, 2012)
- Blandiana, Ana: „O realitate paralelă” (prezentare cu poeme), în „Familia”, noiembrie 1988
- Boerescu, Dan-Silviu: „Vasile Baghiu”, în „Cartea” (articolul „Dicționarul debutanților...”, nr. 2/ februarie 1996, p. 20; „Rătăcirile doamnei Bovary”, în „Luceafărul”, nr. 16/ 1996; „Fantoma sanatoriului”, în „Luceafărul”, nr. 1/ 1995
- Boldea, Iulian: „Realitate și utopie”, în revista "Cuvîntul", nr.3, 1999
- Chioaru, Dumitru: „Vasile Baghiu”, în „Euphorion”, rubrica „Developări în perspectivă”, martie-aprilie 2006, p. 15
- Cesereanu, Ruxandra: „Mic dicționar de poeți români onirici”, în „Steaua”, nr. 5-6, mai-iunie 1999, p. 50-55
- Coande, Nicolae: „Tainicul pelerin”, în „Convorbiri literare”, mai 1997, p. 23; „Poemul ca mic vehicul și temperaturile sufletului”, în „Ramuri”, mai-iunie 1997, p. 16-17; „Contra... zicerea d-lui Dimisianu”, în „Convorbiri literare”, februarie 1999; „Ecuația secretă”, în Luceafărul de dimineață, nr. 4, 2012, cronică la volumul de poezie Depresie (Ed. Limes, 2012)
- Cristea, Dan: recenzie, în “Luceafărul", nr. 35 / 22 octombrie 2008
- Demetrian, Bucur: „Poezia între Mozart și Goethe”, în "Ramuri", Nr. 12 (1110), decembrie 2008, pag. 5
- Diaconu, Mircea A.: „Vasile Baghiu. Bovarism și alienare”, în „Convorbiri literare”, aprilie 1999, p. 24
- Dorian, Gellu: „Vasile Baghiu”, în „Convorbiri literare”, mai 1996, p. 2; „Vasile Baghiu și gustul înstrăinării cu poezia”, în „Caiete botoșănene”, nr. 1-2/ 1995, p. 25
- Druță, Gianina: „Pe urmele trecutului”, în revista Cultura (nr. 35/ 20 septembrie 2012), cronică la romanul Planuri de viață (Ed. Polirom, 2012)
- Hanu, Dan Bogdan: „Hinterlandul poeziei”, în „Convorbiri literare”, mai 2004, p. 74-75.
- Ilie, Emanuela : „Poetului moldav îi șade bine cu drumul”, în "Bucovina literara", Nr. 5-6 (219-220), mai-iunie, 2009
- Iovian, Ioan Tudor: „Gustul înstrăinării”, în „Zburătorul”, nr. 4-5-6-7-8-9-10/ 1996, p. 36
- Jaeger, Achim: „Rumänische Impressionen. Vasile Baghiu und seine Gedichte aus Langenbroich" (Impresii românești. Vasile Baghiu și poemele sale din Langenbroich), în „Jahrbuch der Kreises Düren. 2004", Düren, Germania, p. 155
- Livescu, Cristian: „Himerus Glob-Alter, un cetățean al zilelor noastre”, În „Convorbiri literare”, septembrie 2003
- Matus, Adrian: „Planuri din trecut, planuri din prezent”, recenzie în Steaua (nr. 12, 2012), la romanul Planuri de viață (Ed. Polirom, 2012)
- Miheț, Marius: „Resemnări profesioniste”, în "România literară", nr. 33/ 2012, cronică la romanul Planuri de viață (Ed. Polirom, 2012)
- Mincu, Ștefania: „Între himeră și manieră”, în "Paradigma", Anul 16, Nr. 3-4/ 2008
- Mincu, Marin: „Sanatoriul celest”, în „Luceafărul”, nr. 47/ 1998, și în volumul „O panoramă critică a poeziei românești din secolul al XX-lea”, Pontica, 2007, p. 1117
- Neacșu, Ioan: „Vasile Baghiu: Gustul înstrăinării”, în „România liberă”, 8 martie 1995; „Eternitatea Clipei”, pe Rețeaua Literară/ 13 septembrie 2012 (http://reteaualiterara.ning.com/ Arhivat în 4 mai 2017, la Wayback Machine.), cronică la romanul Planuri de viață (Ed. Polirom, 2012)
- Nicolae, Emil: „Vasile Baghiu: Gustul înstrăinării”, în „Acțiunea”, 23-29 decembrie 1994, p. 8; „Vasile Baghiu explică austriecilor himerismul”, în „Realitatea”, 31 iulie 2006, p. 4; „Febra lui Vasile Baghiu”, în „Realitatea”, 1 noiembrie 1996; „Baghiu despre Goma și invers”, în „Acțiunea” (rubrica „Baioneta”), p. 2; „Rătăcirile doamnei Bovary”, în „Ateneu”, decembrie 1996
- Pârvulescu, Ioana: „Ca-n Pădurea de mesteceni...”, în „România literară”, nr. 8/1995, p. 5
- Ploscaru, Dorin: „Tema purificării prin suferință sau Un Vincent van Gogh al poeziei contemporane”, în „Vatra”, nr. 11-12/ 1996
- Popescu, Florian: „Punctul de plecare”, pe site-ul Flashbook (http://flowerin-flashbook.blogspot.ro/), cronică la volumul de proză scurtă Punctul de plecare (Ed. Compania, 2004)
- Popescu, George: „Vasile Baghiu – Proba alterității” [rubrica „Lecturi de rezervă”], în „Cuvântul libertății” din 21-22 iunie 2003, p. 5; „Manierismul autopastișant”, în „Paradigma”, nr. 3-4/ 1998, p. 14
- Racaru, Roxana: „Tușind și suferind”, în „România literară”, nr. 15/ 2002
- Romila, Adrian G.: „Un poet depresiv”, în Luceafărul de dimineață, nr. 5-6, 2012, cronică la volumul de poezie Depresie (Ed. Limes, 2012)
- Stănescu, C. (Interim): „Revista revistelor culturale”, în ALA („Adevărul literar și artistic”), 21 septembrie 1999, p. 2; 10 noiembrie 1998, p. 2; 23 noiembrie 1997, p. 2; 30 martie 1997, p. 2; 14 septembrie 1997, p. 2; 26 martie 2002, p. 2
- Sipoș, George: „Poetul Vasile Baghiu”, în „Poesis”, nr. 4-5/ 1996, p. 3
- Sorescu, Roxana: „Lumi paralele”, în „Luceafărul”, nr. 30/ 1995
- Vancu, Radu: „Magia elementară”, în România literară, nr. 16, 2011, cronică la volumul de poezie Magia elementară (Ed. Dacia XXI, 2011)
- Vulturescu, George: „Gustul înstrăinării”, în „Poesis”, nr. 4/ 1995, p. 4

### În volume
- Abăluță, Constantin: "Regal poetic", Ed. Casa Cărții de Știință, Cluj-Napoca, 2009, p. 10
- Chioaru, Dumitru: "Noi developări în perspectivă", Ed. Limes, Cluj-Napoca, 2010, p. 11
- Cistelecan, Al.: "Al doilea top", Ed. Aula, Brașov, 2004, p. 123
- Diaconu, Mircea A.:„Fețele poeziei”, Ed. Junimea, 1999, p. 191
- Mincu, Marin: „O panoramă critică a poeziei românești din secolul al XX-lea”, Ed. Pontica, 2007, p. 1117
- Popescu, George: "Mecanica formei", Ed. Pontica, Constanța, 1999, p. 147
- Țone, Nicolae: "Moartea ca o invazie de cormorani...", prefața la volumul "Fantoma sanatoriului", Ed. Vinea, București, 2001, p. 13
- UNIVERSITAS - A fost odată un cenaclu..., coordonator Mircea Martin, Ed. M.N.L.R., 2008
- Ante, Laurian: O antologie a literaturii nemțene, Ed. Mușatinia, Roman, 2006, p.34-35, ISBN 978-973-876-251-0
- Tomșa, Constantin: Un dicționar al literaturii din județul Neamț de la copiști la suprarealiști, secolul al XV-lea - 2012, Ed. Cetatea Doamnei&Crigarux, Piatra Neamț, 2014, ISBN 978-606-8450-22-3